# Cortes de Tarazona (1592)

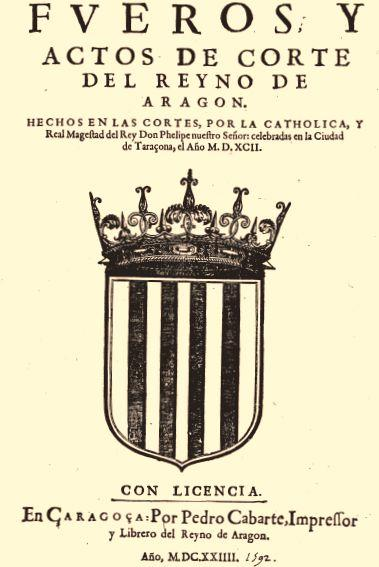
Página primera de los Fueros y Actos de las Cortes del Reino de Aragón, reunidas en Tarazona en 1592

Las Cortes de Tarazona de 1592 fueron Cortes del Reino de Aragón convocadas por Felipe II, siendo las primeras cortes aragonesas celebradas tras la entrada en el reino del ejército real para sofocar las Alteraciones de Aragón. Las cortes comenzaron el 15 de junio de 1592 y se clausuraron el 2 de diciembre siguiente.

## Antecedentes
Estas cortes se celebraron tras los enfrentamientos en Zaragoza entre los partidarios de Antonio Pérez de un lado, y las instituciones aragonesas y el Santo Oficio del otro, que desembocaron en el asesinato del representante real en el pleito del virrey extranjero, el marqués de Almenara, la huida de Antonio Pérez, y la decisión del rey de entrar un ejército en Aragón para restablecer el orden. La Diputación y el Justicia de Aragón decidieron resistir al ejército real, pero la falta de apoyo fuera de Zaragoza para el empeño hizo desistir a los levantados y el ejército real entró en Aragón y en Zaragoza sin encontrar ninguna resistencia. El rey mandó ejecutar al Justicia y a otros líderes del levantamiento y encarceló a otros que habían apoyado a los amotinados, como al Marqués de Villahermosa y al Conde de Aranda. El ejército real permaneció acantonado en diversas localidades de Aragón durante la celebración de estas cortes.

## Inauguración

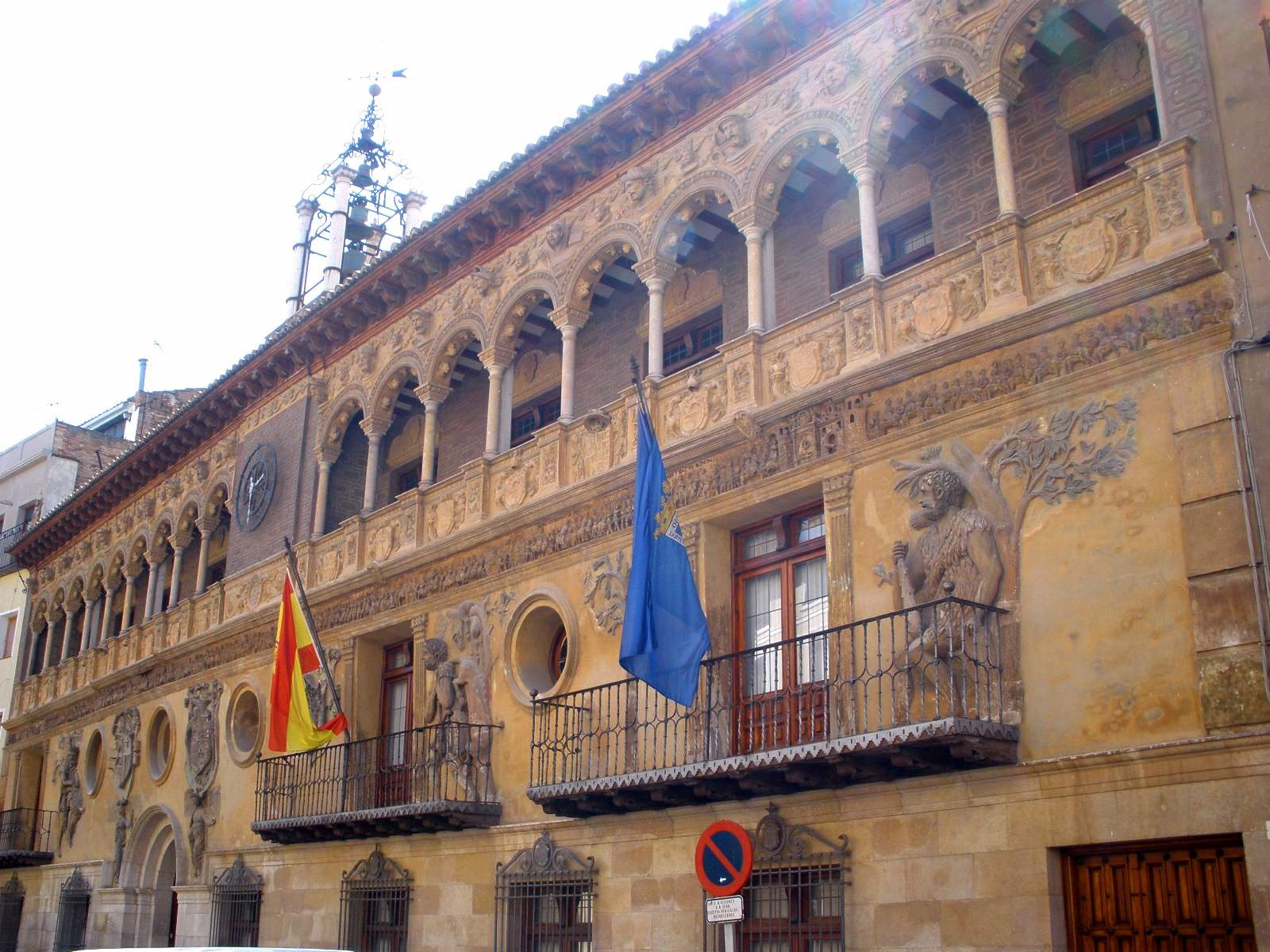
Consistorio y lonja de Tarazona, sede de la sesión inaugural de las cortes

Las cortes fueron convocadas por cédula emitida en Madrid el 6 de abril de 1592 para que comenzaran el 9 de mayo en Tarazona, la ciudad aragonesa más cercana a la frontera con Castilla. El rey pidió que, debido a sus otras responsabilidades y su estado de salud, se permitiera que las cortes fueran inauguradas y presididas por el Arzobispo de Zaragoza, Andrés de Cabrera y Bobadilla, prometiendo atender su clausura. Después de negociarse con los brazos, se aceptó la propuesta y las cortes pudieron ser inauguradas el 15 de junio, con el obispo de Huesca haciendo la respuesta a la proposición real, en vez del arzobispo de Zaragoza como era la costumbre. El importante papel de Justicia, vacante desde la ejecución de Juan de Lanuza y Urrea, fue desempeñado por el regente del oficio del Justicia, Martín Bautista de Lanuza, que luego sería nombrado por el rey presidente del Consejo Supremo de la Corona de Aragón y por su sucesor Justicia de Aragón. El arzobispo de Zaragoza falleció el 25 de agosto, tras lo que el regente del Consejo Supremo de Aragón fue habilitado para celebrar el solio de aprobación del fuero autorizando la toma de decisiones por mayoría de los brazos.

## Acuerdos principales
Las decisiones principales tomadas por estas cortes fueron:
- Formalizar que, con ciertas excepciones, las decisiones de las Cortes se pudieran aprobar por mayoría de cada brazo, sin hacer falta unanimidad, como ya se había hecho en previas Cortes.[3] Entre las excepciones que requerían unanimidad estaban la prohibición de la tortura de aforados y la imposición de nuevos tributos.[4] Esta norma fue formalmente aprobada mediante un solio separado al principio de las Cortes para permitir que el resto de las decisiones se pudieran tomar por mayoría.[5]
- Permitir que el rey pudiera nombrar virrey a quien él quisiera hasta la celebración de las próximas Cortes,[6] terminando con el pleito del virrey extranjero.
- Hacer explícito el poder del rey de destituir al Justicia, terminando con su supuesto carácter vitalicio.[7]
- Permitir que los oficiales reales pudieran entrar en tierras de señorío para perseguir y capturar criminales.[8]
- Traspasar las atribuciones de conservación del orden público de la Diputación a la Audiencia Real.[9]
- Imponer la obligación de obtener una licencia antes de imprimir libros u otras publicaciones.[10]

Los brazos también pidieron al rey que retirara a su ejército de Aragón y le concedieron un servicio de 700.000 libras jaquesas.

## Clausura

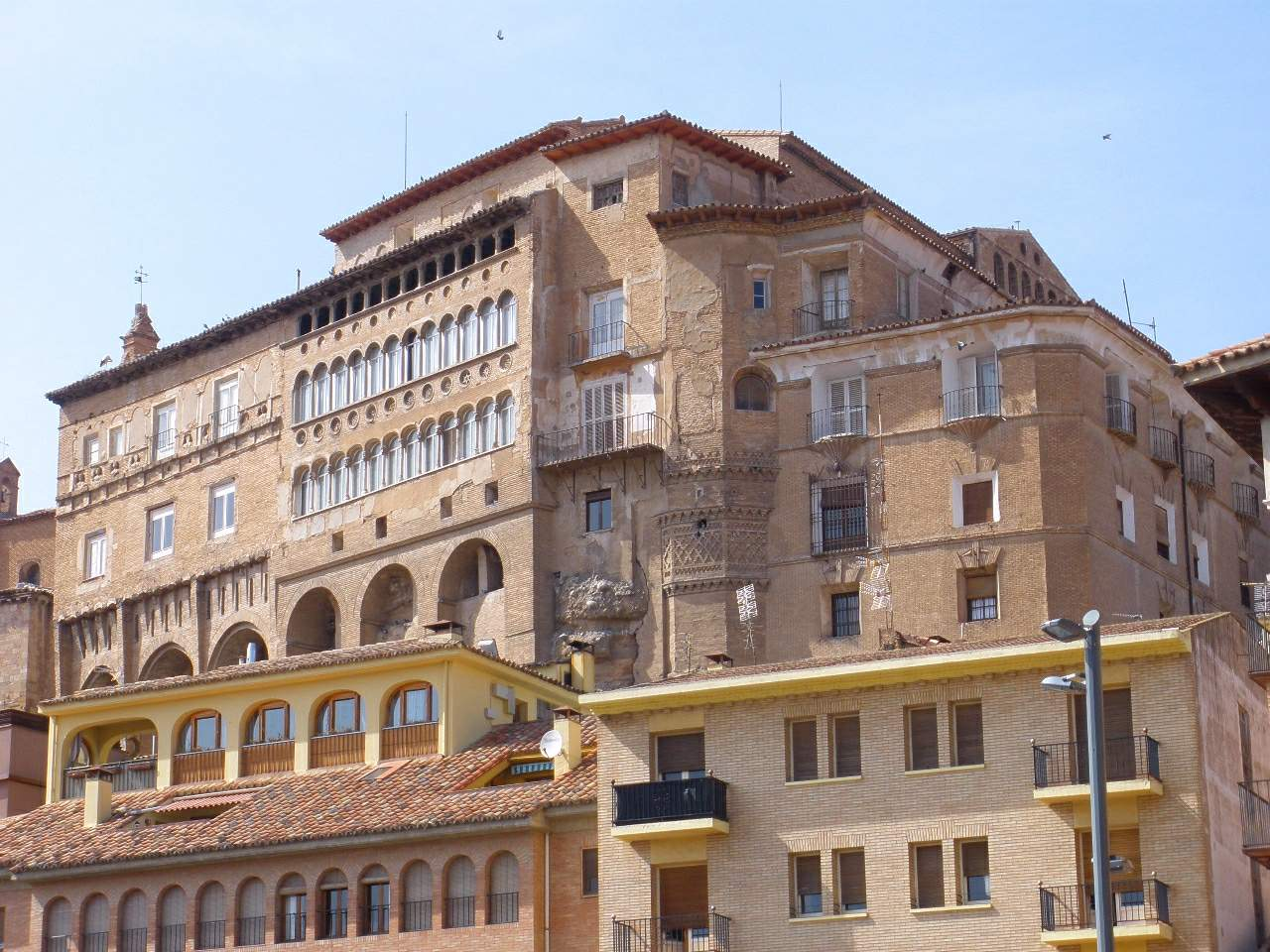
El palacio episcopal de Tarazona, residencia del rey durante su estancia en la ciudad.

El rey llegó a Tarazona el 30 de noviembre, después de que hubieran sido ejecutados los principales culpables de las alteraciones y de que murieran en prisión el conde de Aranda y el marqués Villahermosa. Su primera disposición fue nombrar Justicia de Aragón a Juan Campi, que era el regente del Consejo Supremo de Aragón y que fallecería a los pocos días, nombrando el rey después a Urbano Jiménez de Aragues. También concedió un perdón general a todos los que entonces estaban presos o encausados en Aragón por las alteraciones, con la excepción de los lugartenientes del Justicia y letrados que apoyaron la resistencia al ejército real, que fueron desterrados, y dos condenados más. El 2 de diciembre el príncipe Felipe juró los fueros como príncipe heredero de Aragón y el rey sancionó los fueros aprobados, clausurando las cortes.
El ejército real, excepto por las guarniciones de la ciudadela de Jaca y de la Aljafería de Zaragoza, salió de Aragón el año siguiente, después de que fueran desarmados los moriscos, con unas unidades pasando a Italia, otras al Rosellón y otras volviendo a Castilla.
| Predecesor: Cortes de Monzón (1585) | Cortes del Reino de Aragón 1592 | Sucesor: Cortes de Barbastro (1626) |